# Линдерниевые
Линдерниевые (лат. Linderniaceae) — семейство цветковых растений порядка Ясноткоцветные (Lamiales). Содержит 16 родов и около 164 вида.

## Ботаническое описание

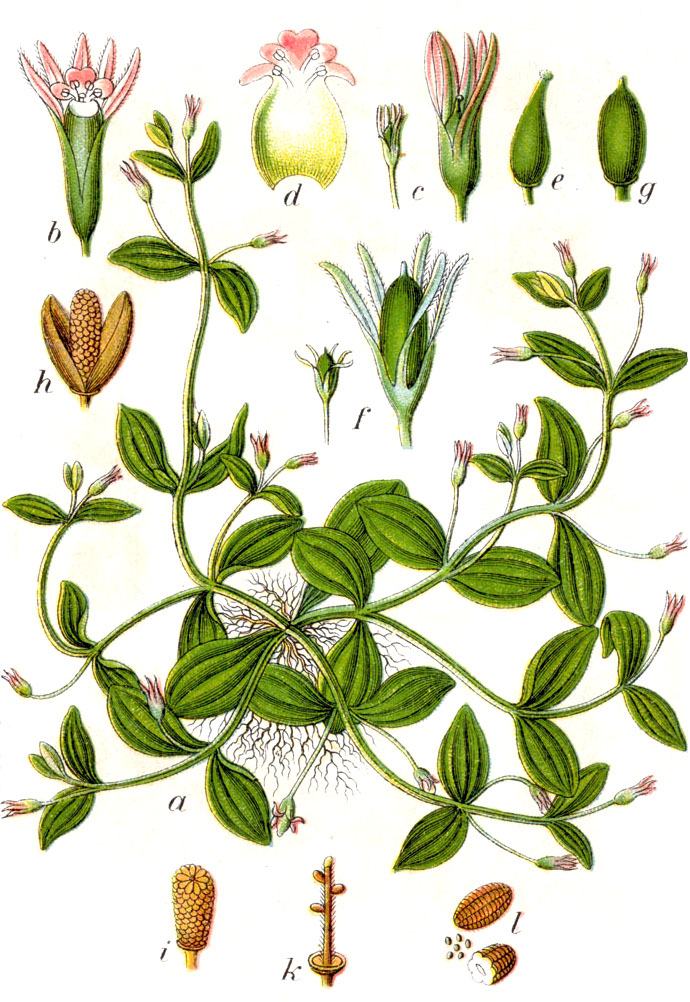
Lindernia procumbens (син. Lindernia pyxidaria)

Большинство представителей — многолетние травянистые растения небольших размеров. Они имеют уплощённые стебли и супротивно расположенные листья и цельным или зубчатым краем. Цветки одиночные в пазухах листьев или собраны в кистевидные соцветия на концах побегов. Гермафродитные зигоморфные цветки, как правило, пятичленные. Чашечка трубчатая, зелёного цвета. Лепестки срастаются, образуя трубчатый венчик. Тычинок обычно четыре или только две, в первом случае верхняя пара значительно отличается от нижней. Плод — коробочка.

## Ареал
Семейство представлено более или менее по всему миру, от тропиков до теплых умеренных широт, однако наибольшего разнообразия они достигают в неотропической области.

## Систематическое положение
В старых классификациях семейство Linderniaceae включали в семейство Норичниковые (Scrophulariaceae) или Подорожниковые (Plantaginaceae), однако несколько авторов настаивали на выделении этого семейства, и оно было подтверждено системами LAPG II и APG III.

## Таксономия

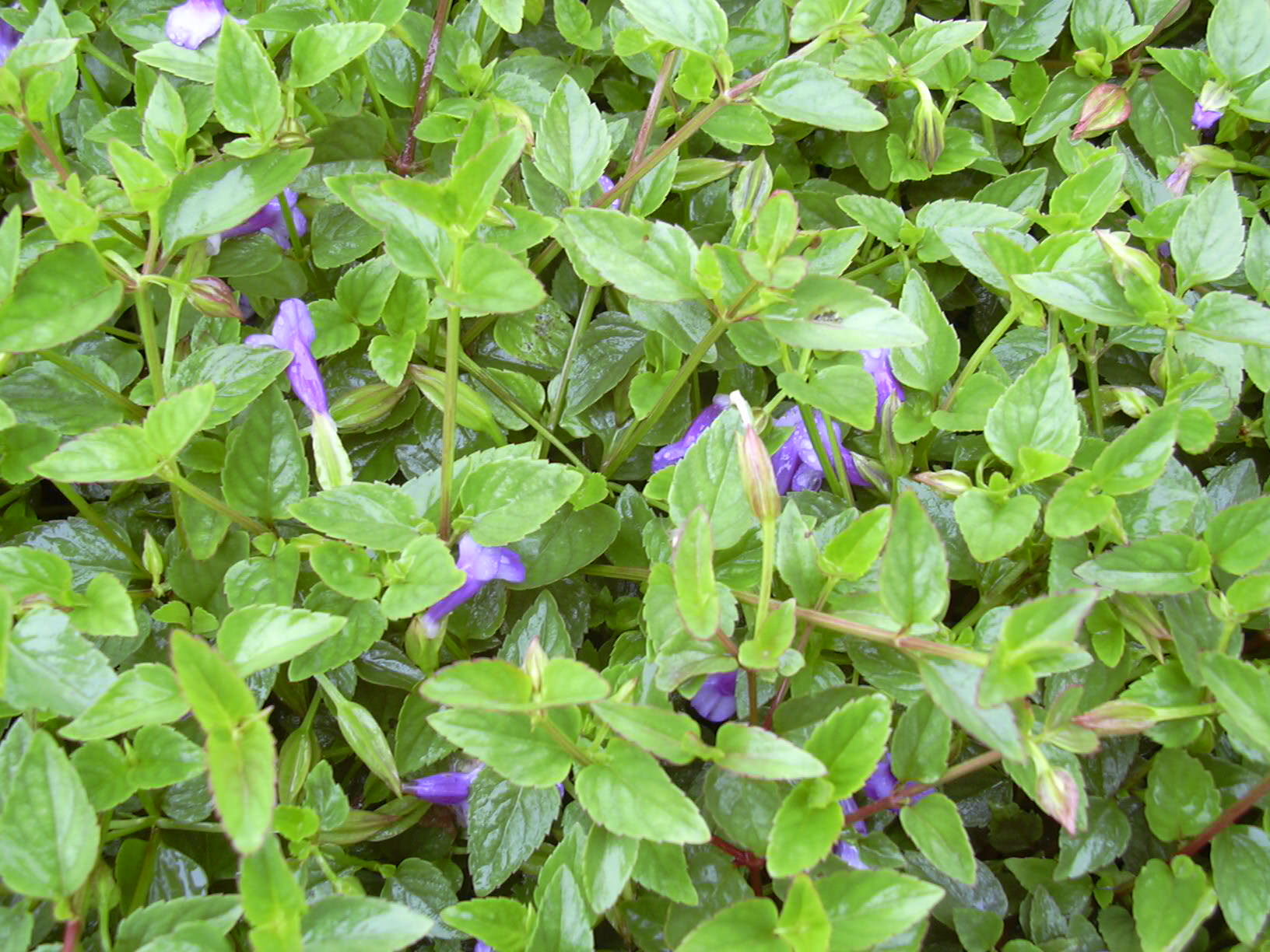
Torenia glabra

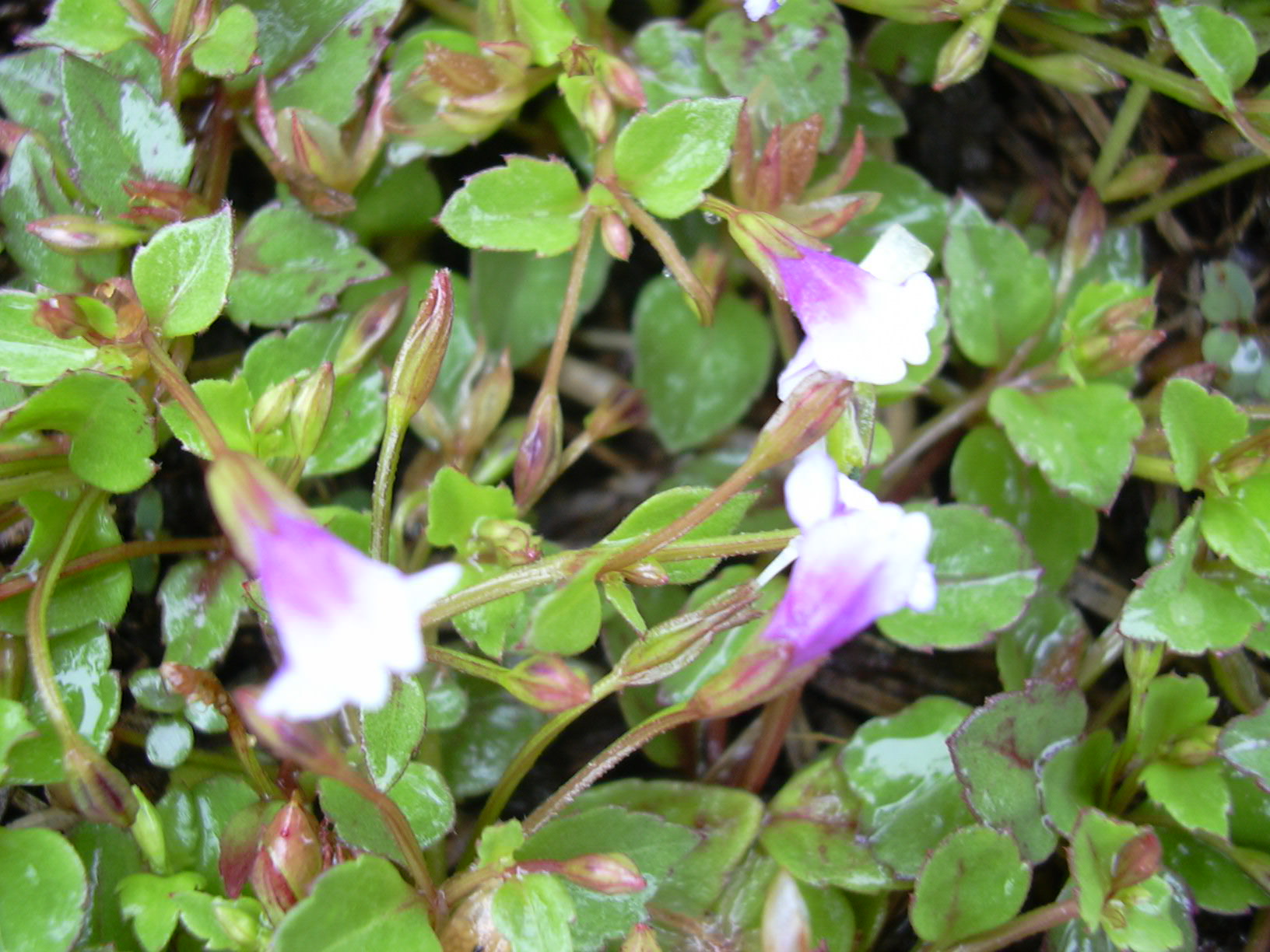
Lindernia crustacea

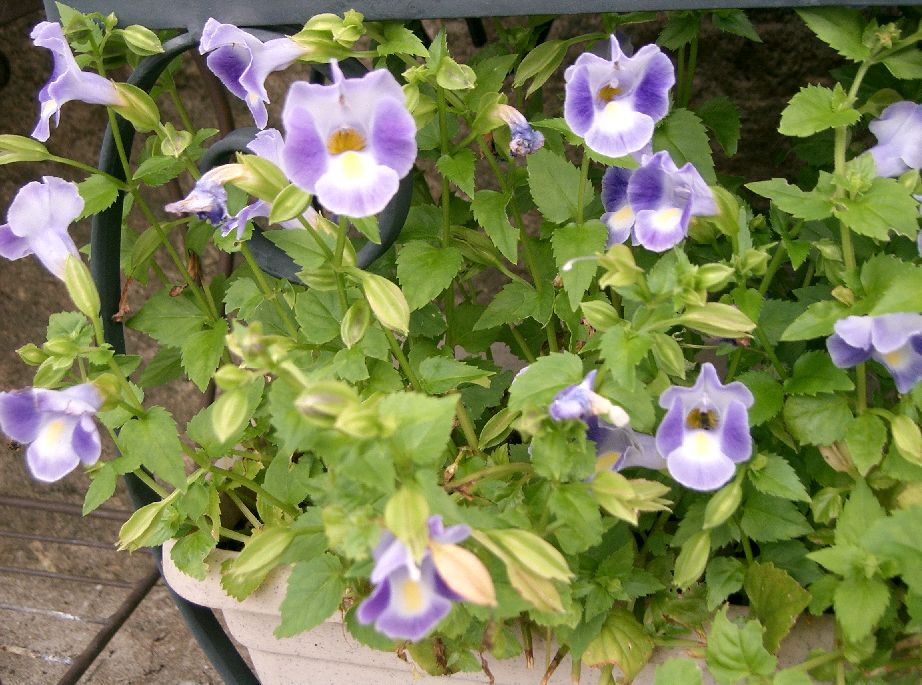
Torenia fournieri

В семействе Linderniaceae выделяют следующие роды:
- Artanema D.Don
- Bampsia Lisowski & Mielcarek
- Bonnaya Link & Otto
- Catimbaua L.P.Félix, Christenh. & E.M.Almeida
- Craterostigma Hochst.
- Crepidorhopalon Eb.Fisch.
- Hartliella Eb.Fisch.
- Hemiarrhena Benth.
- Isabelcristinia L.P.Félix, Christenh. & E.M.Almeida
- Lindernia All. typus — Линдерния
- Linderniella Eb.Fisch., Schäferh. & Kai Müll.
- Micranthemum Michx. — Микрантемум[3]
- Picria Lour.
- Pierranthus Bonati
- Schizotorenia T.Yamaz.
- Scolophyllum T.Yamaz.
- Stemodiopsis Engl.
- Torenia L.
- Vandellia L. — Ванделлия
- Yamazakia W.R.Barker, Y.S.Liang & Wannan